# Syllimnophora variceps
Syllimnophora variceps är en tvåvingeart som beskrevs av Malloch 1934. Syllimnophora variceps ingår i släktet Syllimnophora och familjen husflugor. Inga underarter finns listade i Catalogue of Life.